# Haplocyonopsis
Haplocyonopsis — вимерлий рід хижих ссавців з родини амфіціонових. Жив у Європі в епоху міоцену.